# 리마 칼링갈
리마 칼링갈(영어: Rima Kallingal)은 인도의 배우, 모델이다. 2008 미스 케랄라에서 2위를 기록했다.